# هری ویلیامز (بازیکن فوتبال، زاده ۱۸۷۵)
هری ویلیامز (انگلیسی: Harry Williams؛ زادهٔ ۱ ژانویهٔ ۱۸۷۵) بازیکن فوتبال اهل بریتانیا است.
از باشگاه‌هایی که در آن بازی کرده‌است می‌توان به باشگاه فوتبال بیرمنگام سیتی اشاره کرد.